# Super W 2020
El Super W 2020 fue la tercera edición del torneo profesional de rugby femenino de Australia.

## Sistema de disputa
Cada equipo disputó sus encuentros frente a cada uno de los rivales a una sola vuelta.
Puntuación
Para ordenar a los equipos en la tabla de posiciones se los puntuará según los resultados obtenidos.
- 4 puntos por victoria.
- 2 puntos por empate.
- 0 puntos por derrota.
- 1 punto bonus por ganar haciendo 3 o más tries que el rival.
- 1 punto bonus por perder por siete o menos puntos de diferencia.

## Desarrollo

### Fase regular
| Pos. | Equipo                   | Encuentros | Encuentros | Encuentros | Encuentros | Tantos | Tantos | Tantos | PB | Puntos |
| Pos. | Equipo                   | PJ         | PG         | PE         | PP         | F      | C      | Dif    | PB | Puntos |
| ---- | ------------------------ | ---------- | ---------- | ---------- | ---------- | ------ | ------ | ------ | -- | ------ |
| 1.º  | New South Wales Waratahs | 4          | 4          | 0          | 0          | 131    | 21     | +110   | 3  | 19     |
| 2.º  | Queensland Reds          | 4          | 3          | 0          | 1          | 218    | 33     | +185   | 3  | 15     |
| 3.º  | ACT Brumbies             | 4          | 2          | 0          | 2          | 74     | 97     | -23    | 1  | 9      |
| 4.º  | Melbourne Rebels         | 4          | 1          | 0          | 3          | 59     | 188    | -129   | 2  | 6      |
| 5.º  | RugbyWA                  | 4          | 0          | 0          | 4          | 41     | 184    | -143   | 2  | 2      |

|  | Campeón. |

| Bandera de Australia             |
| Campeón New South Wales Waratahs |
| Tercer título                    |